# Stazione di Vladivostok
La stazione di Vladivostok è la principale stazione ferroviaria di Vladivostok. Aperta nel 1893, è il capolinea orientale della Ferrovia Transiberiana.

## Storia
La stazione venne inaugurata nel 1893.